# Ruisseau de Gravelle
Le ruisseau de Gravelle est un ruisseau artificiel, imitant un torrent, du bois de Vincennes, à Paris, en France.
Ponctué de cascatelles artificielles et de plans d'eau ombragés de grands arbres, il prend sa source au lac de Gravelle, au sud-est du bois, et s'écoule ensuite vers l'ouest et le lac de Saint-Mandé (selon le Service d'administration nationale des données et référentiels sur l'eau) ou le lac Daumesnil (selon les cartes de l'Institut national de l'information géographique et forestière) après une séparation en deux bras au niveau de la route de la Tourelle.
Ses eaux proviennent de la Seine, par pompage à la station d'Austerlitz et stockage dans le lac de Gravelle.